# Park Narodowy Cumbres de Majalca
Park Narodowy Cumbres de Majalca (hiszp. Parque nacional Cumbres de Majalca) – park narodowy w północnym Meksyku, w stanie Chihuahua. Został utworzony 1 września 1939 roku i zajmuje obszar 47,01 km². Od 2008 roku jest częścią ostoi ptaków IBA o nazwie „Sierra del Nido”.

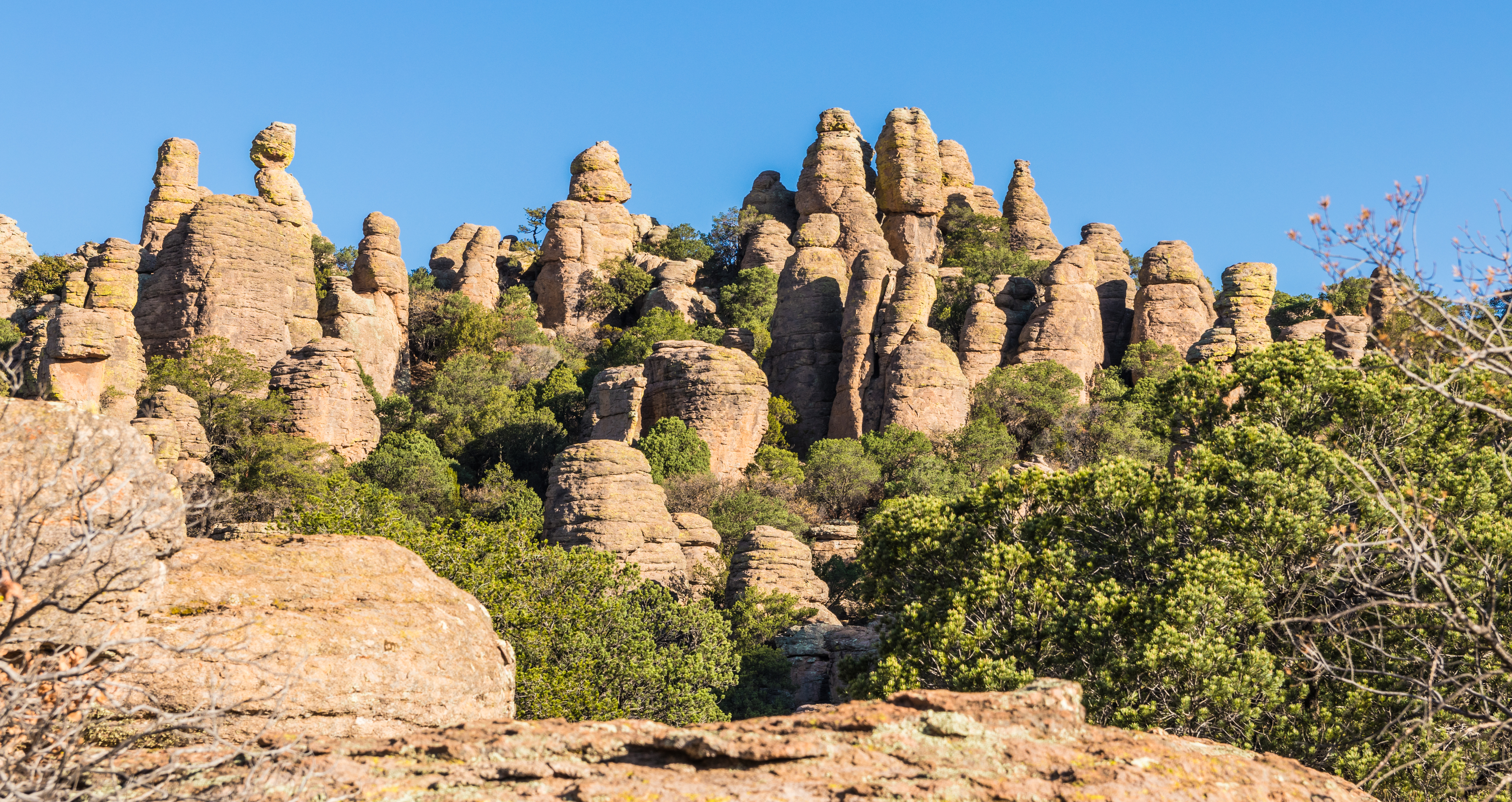

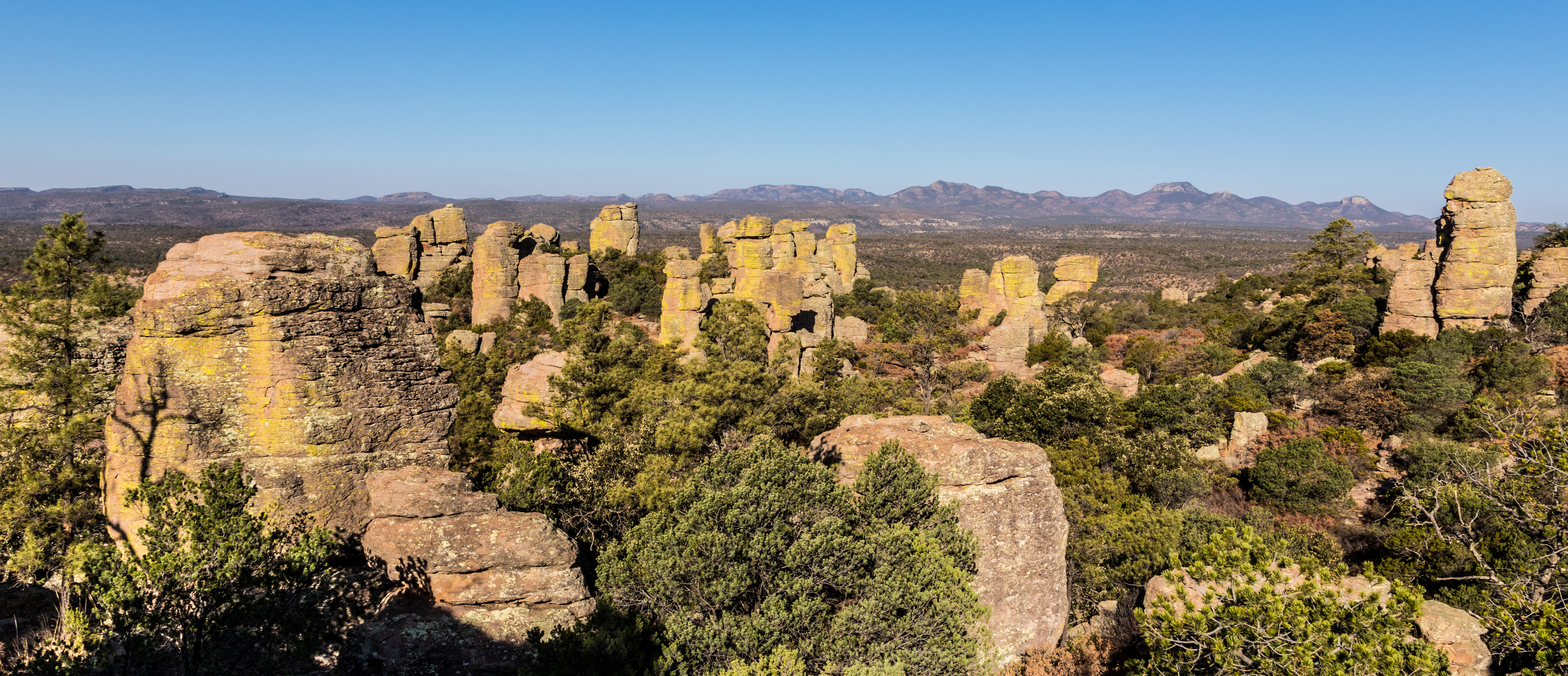
Formacje skalne w parku

## Opis
Park obejmuje fragment pasma górskiego Sierra de Majalca będącego częścią łańcucha górskiego Sierra Madre Zachodnia. Leży na północny zachód od miasta Chihuahua, w dorzeczu rzeki Conchos na wysokościach od 1800 m n.p.m. do 2300 m n.p.m. Charakteryzuje się dużą liczbą formacji skalnych powstałymi na skutek erozji skał wulkanicznych.
Klimat umiarkowany, półpustynny. Średnia roczna temperatura w parku wynosi w zależności od wysokości od +12 °C do +18 °C. 

## Szata roślinna
Park pokrywają lasy, głównie sosnowo-dębowe i dębowe. Występują tu także łąki (7,36 procent powierzchni parku). W lasach rosną m.in.: Pinus cembroides, Pinus durangensis, Pinus engelmannii, Pinus leiophylla, Quercus arizonica, Quercus emoryi, Quercus douglasii, Quercus gambelii, Quercus grisea, Quercus rugosa, Quercus depressipes, Quercus hypoleucoides, Quercus toumeyi, Arbutus xalapensis, cyprys arizoński, jałowiec grubokory i Arctostaphylos pungens.
Na terenach trawiastych dominują m.in.: butelua groniasta, butelua kosmata, Bouteloua eriopoda, Fouquieria splendens i agawa parryi.

## Fauna
Ssaki żyjące w parku to m.in.: mulak białoogonowy, niedźwiedź czarny, puma płowa, królak florydzki, Tamias dorsalis, szop pracz, urocjon wirginijski, ryś rudy, wieprzoryjek meksykański i kojot preriowy.
Ptaki tu występujące to zagrożona wyginięciem (EN) meksykana czerwonoczelna, a także m.in.: dzięcioł brunatny, dzięciur żołędziowy, dzięcioł różowoszyi, orzeł przedni, sokół wędrowny, myszołów rdzawosterny, indyk, tyran zachodni, sępnik różowogłowy, gołębiak białoskrzydły, gołębiak długosterny, czapla zielona, sępnik czarny i krogulec zmienny.
Gady i płazy żyjące w parku to m.in.: frynosoma krótkoroga, frynosoma rogata, Pituophis melanoleucus, Pituophis deppei, grzechotnik górski, Anaxyrus cognatus, ropucha czerwonocętkowa, Dryophytes arenicolor, żaba lamparcia, norówka wielkorówninna i Ambystoma rosaceum.